# Acuši Janagisawa
Acuši Janagisawa (* 27. květen 1977) je bývalý japonský fotbalista a reprezentant.

## Reprezentační kariéra
Acuši Janagisawa odehrál 58 reprezentačních utkání. S japonskou reprezentací se zúčastnil MS 2002 v Japonsku a Jižní Koreji a MS 2006 v Německu.

## Statistiky
| Japonsko | Japonsko | Japonsko |
| Roky     | Záp.     | Góly     |
| -------- | -------- | -------- |
| 1998     | 2        | 0        |
| 1999     | 4        | 0        |
| 2000     | 10       | 4        |
| 2001     | 6        | 5        |
| 2002     | 9        | 0        |
| 2003     | 5        | 2        |
| 2004     | 8        | 2        |
| 2005     | 10       | 4        |
| 2006     | 4        | 0        |
| Celkem   | 58       | 17       |